# Ganymédés

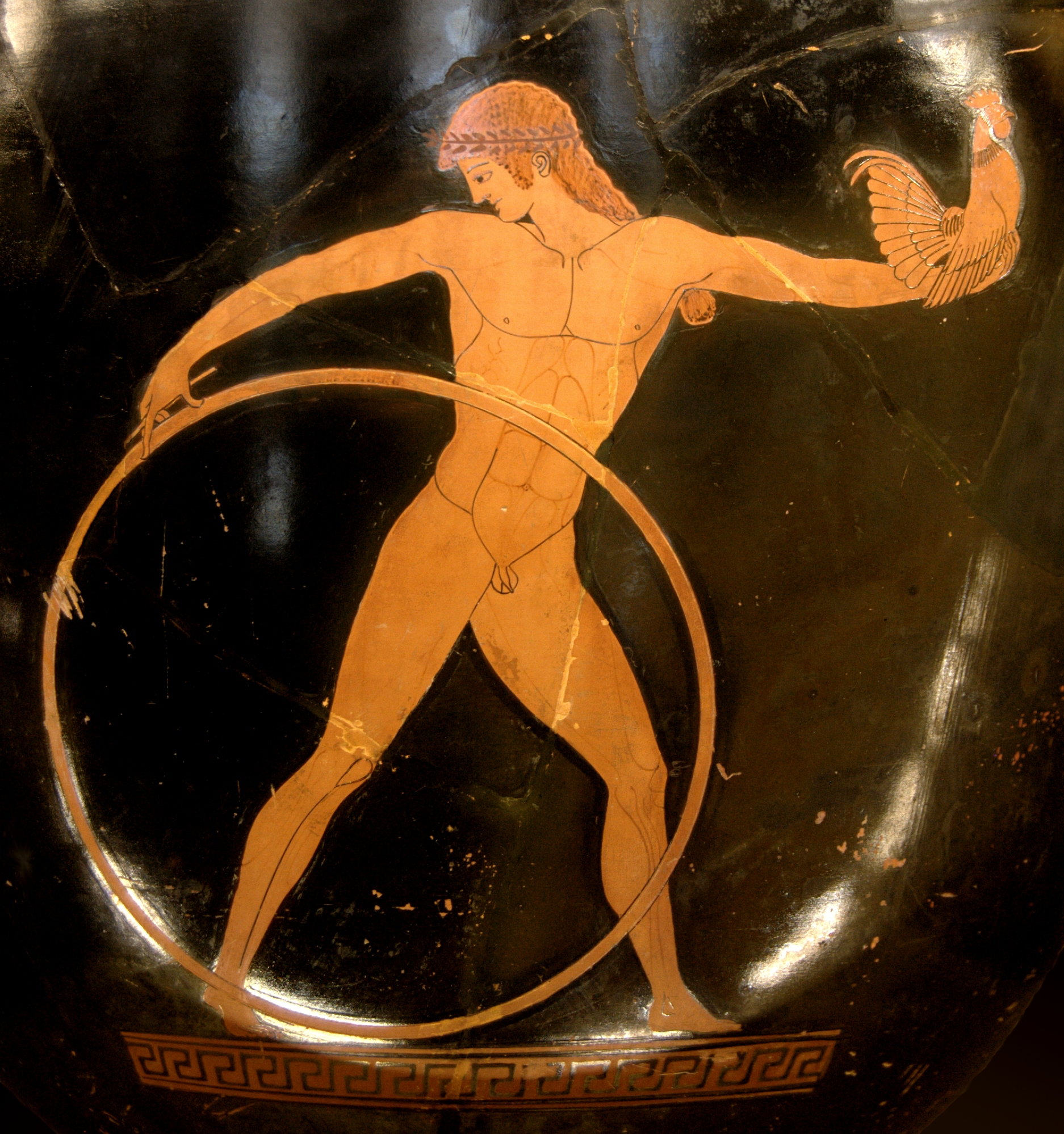

Ganymédés (řecky Γανυμήδης, latinsky Catamitus) byl v řecké mytologii syn trojského krále Tróa a jeho manželky Kallirhoy.
Byl to krásný mladík, královský princ. Jeho krása neunikla nejvyššímu bohu Diovi, zatoužil po něm a poslal do Tróje orla (nebo se sám bůh v orla přeměnil). Dopravil ho na Olymp a udělal z něj číšníka bohů. Mladíkův otec za to dostal darem pár rychlých koní, možná i tepanou zlatou révu, dílo samotného Héfaista.
Povýšení Ganyméda urazilo Diovu manželku Héru, protože číšnicí na Olympu před ním byla Héřina dcera Hébé.
Zeus později vyzvedl Ganyméda na oblohu a dal mu místo v souhvězdí Vodnáře.

## Odraz v umění
Podoba Ganymédova přetrvala v mnoha dílech antických i moderních umělců:
- ze starověku je nejznámější Leocharova socha Ganymédés unášený orlem z poloviny 4. stol. př. n. l., jejíž kopie je ve Vatikánském muzeu
- Ganymédés nalévající orlu nektar je na stejném místě, kopie starší řecké sochy
- Ganymédés s orlem je dobrá římská kopie podle originálu z Praxitelovy školy (asi z počátku 3. stol. př. n. l., v petrohradské Ermitáži)
- Rembrandtův obraz Únos Ganyméda (z roku 1635, v Drážďanské galerii)
- Thorwaldsenova socha Ganymédes s orlem (z r. 1805, dnes v kodaňském Thorwaldsenově muzeu)
- Tilgnerova socha Ganymédés z r. 1888 před Národním divadlem v Bratislavě
- Corregiův Únos Ganyméda, který kdysi zdobil obrazárnu Pražského hradu, je dnes v římské Ville Borghese.